# 시스템 관리 컨트롤러
시스템 관리 컨트롤러(System Management Controller)는 인텔기반 매킨토시에서 사용되는 서브시스템, 즉 펌웨어이며, SMC는 예전 PowerPC 시절 사용하던 PMU(Power Management Unit)를 대신한 SMU(System Management Unit)를 대체한다.
SMC의 경우 시스템의 냉각, 전원 관리와 배터리 관리, CPU와 같은 주변장비, 그리고 비디오 모드 전환 혹은 종료, LED나 잠자기 같은 것들을 제어하며, 이런 것들이 제대로 작동하지 않을시에 SMC를 초기화 시켜 문제를 해결할 수 있다.

## 참고 문헌
1. ↑  https://support.apple.com/ko-kr/HT201518
2. 1 2  https://support.apple.com/ko-kr/HT201295